# Celina Jóźwik
Celina Jadwiga Jóźwik, z d. Aszkiełowicz, primo voto Łyszkiewicz (ur. 22 listopada 1954 w Słupsku) – polska siatkarka, brązowa medalistka mistrzostw Europy (1971), mistrzyni Polski (1978). 

## Kariera sportowa

### Kariera reprezentacyjna
W reprezentacji Polski seniorek debiutowała 11 czerwca 1971 w towarzyskim spotkaniu z Węgrami. W tym samym roku wywalczyła brązowe medale mistrzostw Europy juniorek i seniorek. Na tej ostatniej imprezie wystąpiła razem ze starszą siostrą Haliną. Uczestniczyła także w mistrzostwach świata w 1974, zajmując dziewiąte miejsce i mistrzostwach Europy w 1977, zajmując czwarte miejsce. Ostatni raz w biało-czerwonych barwach wystąpiła 2 października 1977 w meczu mistrzostw Europy z Węgrami. Łącznie w reprezentacji Polski seniorek wystąpiła w 98 spotkaniach.

### Kariera klubowa
Jej pierwszym klubem była Polonia Świdnica, z którą w sezonie 1969/1970 debiutowała w I lidze. Przez część kariery występowała tam razem ze starszymi siostrami – Haliną i Teresą. Z drużyną ze Świdnicy została wicemistrzynią Polski juniorek w 1969 i 1971, a także brązowy medal mistrzostw Polski seniorek w 1973 i 1975. W 1975 została zawodniczką Czarnych Słupsk, z którą w 1976 awansowała do I ligi, w 1977 zdobyła brązowy medal mistrzostw Polski, a w 1978 mistrzostwo Polski. W sezonie 1978/1979 doznała przewlekłej kontuzji i nie powróciła do gry w pierwszym zespole, W 1982 została zawodniczką BKS Stal Bielsko-Biała. W 1985 odeszła do węgierskiego klubu ESE Eger.